# Шполянский элеватор
Шполянский элеватор (укр. Шполянський елеватор) — предприятие пищевой промышленности в городе Шпола Шполянского района Черкасской области Украины.

## История
Предприятие было создано в 1929 году как приёмный пункт «Заготзерно» и изначально имело небольшие складские ёмкости.
В ходе боевых действий Великой Отечественной войны и немецкой оккупации предприятие было разграблено (немцы вывезли в Германию 648 вагонов пшеницы, хранившейся на элеваторе) и серьёзно пострадало, но после войны было восстановлено и расширено.
В 1960 году в Шполе был построен кукурузокалибровочный завод (в дальнейшем вошедший в состав элеватора как кукурузокалибровочный цех).
В 1971 году здесь был введён в эксплуатацию новый элеватор.
После провозглашения независимости Украины элеватор перешёл в ведение министерства сельского хозяйства и продовольствия Украины.
В марте 1995 года Верховная Рада Украины внесла элеватор в перечень предприятий, приватизация которых запрещена в связи с их общегосударственным значением.
После создания в августе 1996 года государственной акционерной компании «Хлеб Украины» элеватор стал дочерним предприятием ГАК «Хлеб Украины».
После создания 11 августа 2010 года Государственной продовольственно-зерновой корпорации Украины элеватор был включён в состав предприятий ГПЗКУ.
В ходе проверки деятельности элеватора в 2017 году было установлено, что в 2011 году при предоставлении комплекса зданий в аренду состоялось незаконное оформление права частной собственности на государственное имущество элеватора стоимостью более 3 млн. гривен. В июле 2017 года по решению хозяйственного суда Черкасской области элеватор был возвращён в государственную собственность.

## Современное состояние
Основной функцией предприятия является хранение зерновых культур (пшеницы, кукурузы, ячменя), а также семян масличных культур (рапса и подсолнечника).
Общая рабочая ёмкость элеватора составляет 65,7 тыс. тонн (в том числе, элеваторная — 38,6 тыс. тонн, складская — 27,1 тыс. тонн). Кроме того, в состав предприятия входят кукурузо-калибровочный цех по приёмке, хранению и калибровке семян гибридных сортов кукурузы, а также подсобное хозяйство (которое занимается выращиванием зерновых на арендованном земельном участке площадью 151 га).
На элеваторе сформирована добровольная пожарная команда.